# Dasylophia ineminensis
Dasylophia ineminensis är en fjärilsart som beskrevs av Dyar. Dasylophia ineminensis ingår i släktet Dasylophia och familjen tandspinnare. Inga underarter finns listade i Catalogue of Life.